# Јадарит
Јадарит је моноклинични нерадиоактивни минерал беле боје који личи на измрвљену креду. Његова минерална хемијска формула је натријум-литијум-боросиликат-хидроксид {\displaystyle \,(LiNaB_{3}SiO_{7}(OH))}. Откривен је у руднику у Србији 2004. године. Научници из Лондонског природњачког музеја и Националног истраживачког савета Канаде потврдили су га као новооткривени минерал. Јадарит је добио назив по реци Јадар у Србији где га је први пронашао Крис Стенли из Лондонског природњачког музеја.
Хемијска грађа јадарита је веома слична измишљеном минералу криптониту у филму Повратак Супермена. Нови минерал, за разлику од измишљеног криптонита, не садржи флуор и беле је боје, а не зелене. Јадарит постаје флуоресцентан кад је осветљен ултраљубичастом светлошћу.